# Свіфті Маквей
Swifty McVay (справжнє ім'я Ондре Мур) (народився 17 березня 1976 р.) — американський репер, учасник детройтського гурту D12.
У 1997 р. дует Rabeez, до складу якого входили Свіфті та Bareda, також відомий як Mr. Wrong, видав сингл Beat Don't Stop. У 1999 р., незадовго до своєї смерті, Bugz, друг виконавця, познайомив його з учасниками групи D12 і попрохав колег прийняти Свіфті в колектив. У гурті кожен мав своє альтер-еґо. У групі репер виступав під псевдонімом Свіфт, натомість на всіх сольних релізах виконавцем зазначено його колишнє альтер-еґо, Свіфті Маквей. У 2005 р. всі учасники колективу, крім Емінема, знялися у фільмі Все або нічого.
У 2001 р. було створено реп-гурт Raw Collection. До його складу увійшли: Свіфті Маквей, Bareda, Reddbone, LoDown, Vanzetti та Sky Scrilla. Через кілька років репер покинув групу, щоб сконцентруватися на роботі з D12. У 2002 р. Свіфті сформував продюсерську компанію Fyre Dapartment, до якої, крім самого репера, увійшли Fyre Marshall, Fyre Inspector, Fyre Battalion Chief та Fyre Dispatcher.
21 квітня 2006 р. у Нові, штат Мічиган, виконавця заарештували за неявку до суду. Репер вчинив так через те, що він мав нести труну свого померлого друга, репера Пруфа. Оскільки Свіфті був на випробувальному терміні й відсидів у жовтні 2005 р. 2 дні за керування автомобілем у стані алкогольного сп'яніння, суддя Браян Маккензі дав йому 93 доби позбавлення волі.

## Дискографія

### Альбоми
Студійні альбоми
- Iwannacatchacase (2009)
- Grinadepinns (2009)
- Helltotellthecaptin LP (2011)
- Poetic Poltergeist (2014)
- LIVE EVIL where EVIL LIVE (2015)

Міні-альбоми
- The Underestimated EP Vol. 1 (2008)
- The Underestimated EP Vol. 2 Vengence (2010)

Мікстейпи
- Forest Fyres (2006)
- Assassins (2012)
- Retro Hip-Hop (2013)

Релізи у складі Raw Collection
- Private Circle (2002)
- Grenade Pins (2003)

### Відеокліпи
Власні
- 2013: «Destroy Stress» (з уч. Meth Mouth)
- 2013: «You Aint Rappin»
- 2014: «Young, Strapped & Powerful»
- 2015: «Funeral»

Інших виконавців
- 2012: «The Rapture» (Snowgoons з уч. Meth Mouth, Swifty McVay, Bizarre, King Gordy та Sean Strange)
- 2013: «The Underworld» (Reel Wolf Presents: Bizarre, Reef the Lost Cauze, ILL Bill, Slaine, Celph Titled, King Gordy, SID, The Goondox, Apathy, Swifty McVay, Vinnie Paz та Tech N9ne)
- 2014: «Destroy You» (Top Prospect з уч. Swifty McVay, Maestro та Seven the General)
- 2015: «Green Light (GO)» (Top Prospect з уч. Swifty McVay, Cashis та Seven the General)